# 拉马希讷
拉马希讷（法語：La Machine，法語發音：[la maʃin]）是法国涅夫勒省的一个市镇，属于讷韦尔区。

## 地理
拉马希讷（46°53'21"N, 3°27'58"E）面积17.95 平方千米，位于法国勃艮第-弗朗什-孔泰大區涅夫勒省，该省份为法国中部省份，北至约讷省，西北接卢瓦雷省，西接谢尔省，南至阿列省，东南接索恩-卢瓦尔省，东临科多尔省。
与拉马希讷接壤的市镇（或旧市镇、城区）包括：蒂扬日、圣莱热德维涅、尚韦尔、卢瓦尔河畔苏日、特鲁瓦韦夫尔。

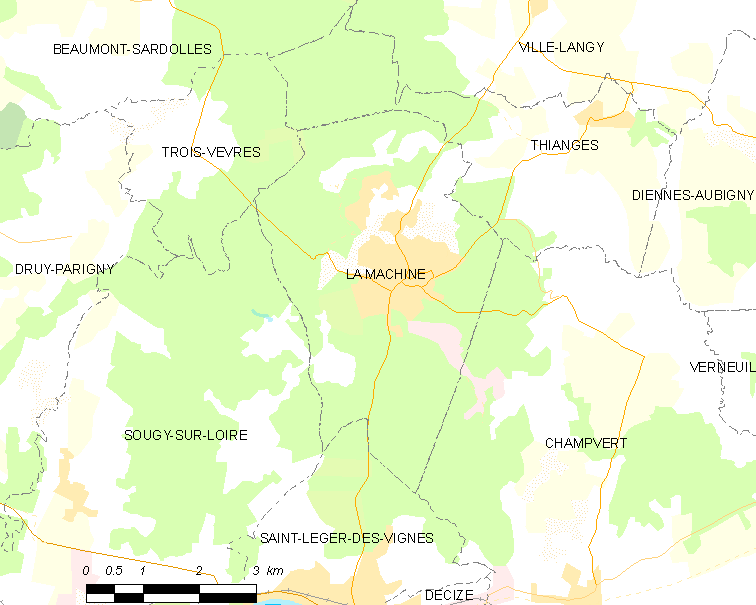
拉马希讷的OSM定位图

拉马希讷的时区为UTC+01:00、UTC+02:00（夏令时）。

## 行政
拉马希讷的邮政编码为58260，INSEE市镇编码为58151。

## 政治
拉马希讷所属的省级选区为安菲县。

## 人口

1962-2008年间拉马希讷人口变化图示

拉马希讷于2022年1月1日时的人口数量为3213人。